# Соломон Кверквелія
Соломон Кверквелія (груз. სოლომონ კვირკველია; нар. 6 лютого 1992, Самтредія, Грузія) — грузинський футболіст, центральний захисник клубу «Динамо» (Тбілісі) та збірної Грузії.

## Клубна кар'єра

### Ранні роки
Соломон Кверквелія народився 6 лютого 1992 року в місті Самтредія. У футбол Соломона віддав його батько, який був затятим уболівальником. З семи років Кверквелія грав у місцевій команді «Глорія», в 13 переїхав в Тбілісі, де займався спочатку в школі «Динамо», а потім в академії Тенгіза Сулаквелідзе.
У 2009 році футболіст потрапив на перегляд в петербурзький «Зеніт» і підписав контракт з клубом, але виступав тільки за молодіжну команду, де зіграв дев'ять матчів у першості молодіжних команд. Після одного з матчів «Зеніту» проти «молодіжки» «Рубіна» на Кверквелія звернули увагу казанські селекціонери.

### «Рубін»

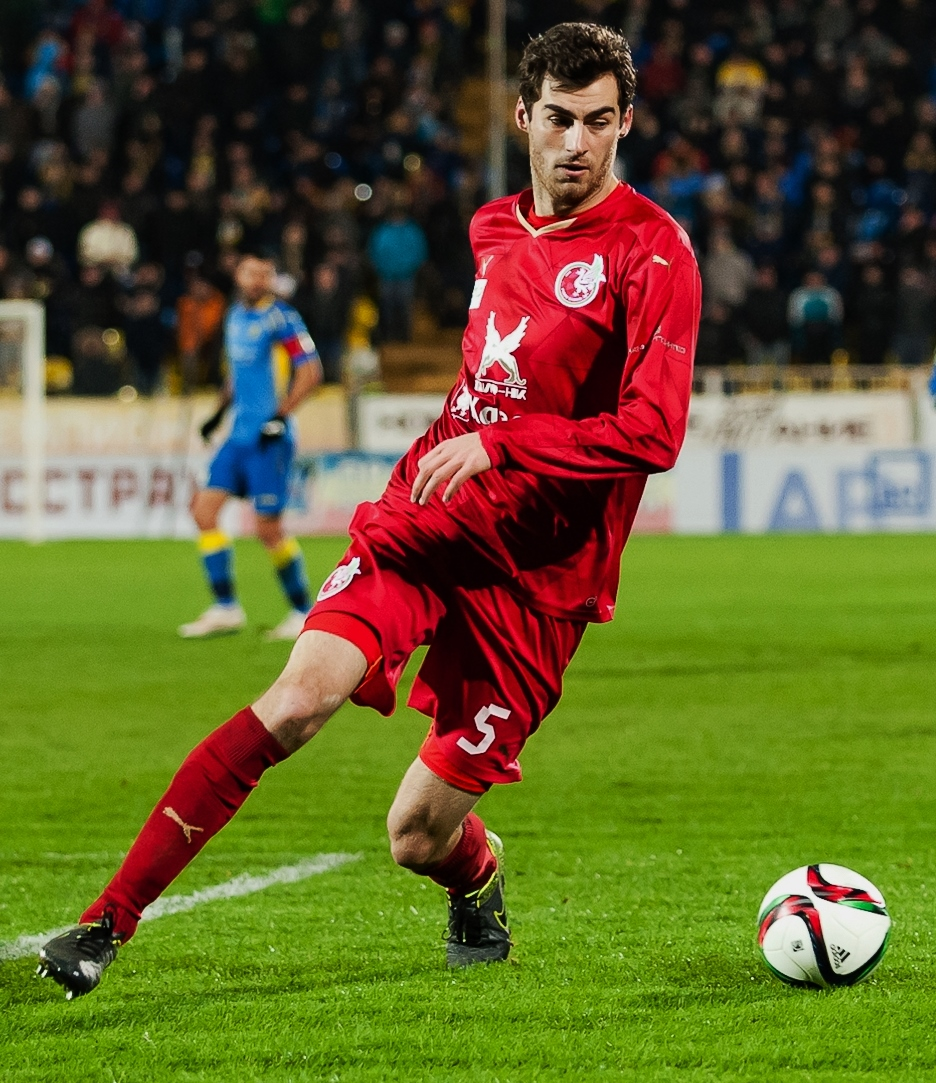
Соломон Кверквелія під час виступів за «Рубін». 2015 рік.

Перед початком сезону 2011/2012 років перейшов до казанського «Рубіна». Спочатку виступав за молодіжний склад, проте з червня почав потрапляти в заявку на ігри першої команди. За основний склад дебютував 17 липня 2011 року в 1/16 фіналу Кубка Росії у грі з «Уралом». Через п'ять днів зіграв свій перший матч у російській прем'єр-лізі, вийшовши у стартовому складі на гостьовий матч з «Тереком».
26 липня вийшов у стартовому складі на матч третього кваліфікаційного раунду Ліги чемпіонів з київським «Динамо». Двічі обігравши киян «Рубін» вийшов до плей-офф кваліфікації, де він зустрівся з французьким «Ліоном». У першій зустрічі казанський клуб поступився на виїзді з рахунком 1:3, а Кверквелія відзначився автоголом, зрізавши м'яч у свої ворота після прострілу Бафетімбі Гоміса. Гра закінчилася внічию, і «Рубін» вибув з подальшого розіграшу Ліги чемпіонів, кваліфікуючись до групового етапу Ліги Європи. 20 серпня у своїй четвертій грі в прем'єр-лізі забив гол у ворота «Амкара», встановивши остаточний рахунок матчу 1:1. Всього за «Рубін» Кверквелія відіграв 111 матчів і забив три голи.

#### «Нафтохімік»
Влітку 2012 року перейшов на правах оренди до нижньокамського «Нафтохіміка». У лютому 2013 року повернувся до «Рубіна», аби замінити Сальваторе Боккетті, що пішов до «Спартака» і повернувся. 19 квітня 2013 року зіграв за «Рубін» після повернення в матчі 25-го туру проти «Амкара». В 2013 році, коли повернувся до «Рубіна», змінив ігровий номер із 67 на 62. На сезон 2013/2014 був заявлений під номером 5.
За підсумками сезону 2014 року став найкращим футболістом Грузії і був названий найкращим грузинським легіонером, які грають в інших країнах.

### «Локомотив»

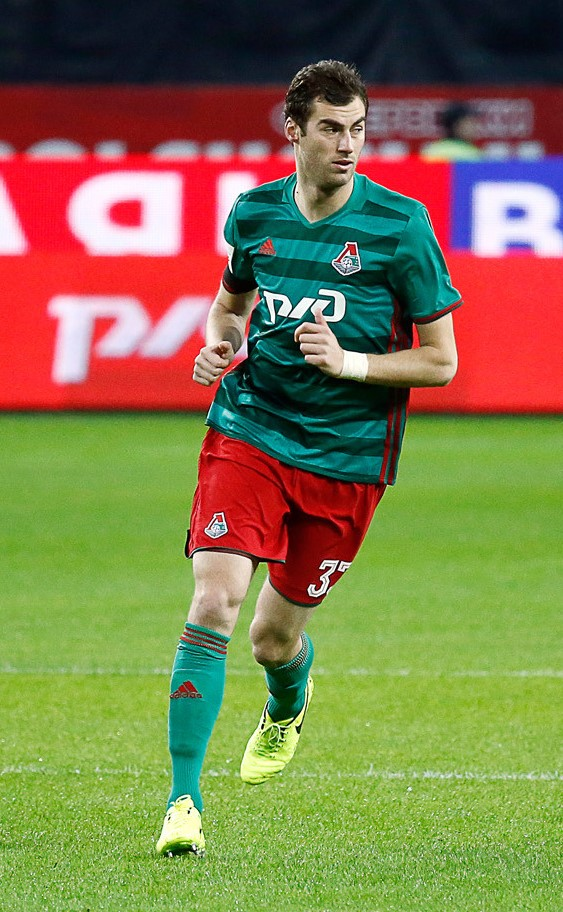
Соломон Кверквелія під час виступів за «Локомотив». 2017 рік.

23 лютого 2017 року перейшов до московського «Локомотива» на правах оренди до кінця сезону. Відігравши 15 матчів у другій частині сезону, Соломон міцно закріпився в основному складі команди і 30 червня 2017 року підписав повноцінний контракт з клубом до 2021 року. 18 липня в першому турі забив гол у домашньому матчі тульському «Арсеналу» (1:0). З командою став чемпіоном Росії 2017/18 та дворазовим володарем кубка країни, але у сезоні 2019/20 втратив місце в основній команді, через що по його завершенню 20 серпня 2020 року перейшов в оренду в «Ротор» до кінця сезону 2020/21. Там грузин зіграв 19 матчів у чемпіонаті, але не зумів врятувати команду від вильоту з вищого дивізіону, після чого в червні 2021 року у статусі вільного агента покинув «Локомотив» по завершенні контракту.

### «Металіст 1925»
14 жовтня 2021 року Кверквелія уклав угоду з новачком української Прем'єр-ліги клубом «Металіст 1925». 1 квітня 2022 року харківський клуб пішов на зустріч гравцю та через повномасштабне російське вторгнення в Україну достроково припинив дію контракту з футболістом.

## Кар'єра в збірній Грузії
9 жовтня 2009 року в рамках першого кваліфікаційного раунду чемпіонату Європи з футболу серед юнаків до 19 років 2010 року, ігри якого проходили у Швеції, зіграв перший матч за юнацьку збірну Грузії зі збірною України. Всього за збірну до 19 років провів шість зустрічей. За грузинську молодіжку дебютував 3 червня 2011 року у відбірковому матчі молодіжного чемпіонату Європи 2013 року зі збірною Хорватії.
Гравець основної збірної Грузії. Дебютував за збірну 5 березня 2014 року, вийшовши на заміну в товариському матчі з командою Ліхтенштейну.

## Досягнення

### Командні
Рубін
- Володар Кубка Росії: 2011/12

 Локомотив (Москва)
- Чемпіон Росії: 2017/18
- Володар Кубка Росії: 2016/17, 2018/19
- Володар Суперкубка Росії: 2019

### Особисті
- Найкращий футболіст Грузії (2): 2014, 2017
- У списках 33 кращих футболістів чемпіонату Росії: № 1 — 2017/18

## Статистика
| Клуб              | Сезон             | Ліга | Ліга | Кубки | Кубки | Єврокубки | Єврокубки | Разом | Разом |
| Клуб              | Сезон             | Ігри | Голи | Ігри  | Голи  | Ігри      | Голи      | Ігри  | Голи  |
| ----------------- | ----------------- | ---- | ---- | ----- | ----- | --------- | --------- | ----- | ----- |
| Рубін             | 2011/2012         | 8    | 1    | 2     | 0     | 4         | 0         | 14    | 1     |
| Рубін             | 2012/2013         | 3    | 0    | 0     | 0     | 0         | 0         | 3     | 0     |
| Рубін             | 2013/2014         | 18   | 0    | 1     | 0     | 3         | 0         | 22    | 0     |
| Рубін             | 2014/2015         | 29   | 1    | 3     | 0     | 0         | 0         | 32    | 1     |
| Рубін             | 2015/2016         | 29   | 1    | 0     | 0     | 10        | 0         | 39    | 1     |
| Рубін             | 2016/2017         | 0    | 0    | 1     | 0     | 0         | 0         | 1     | 0     |
| Рубін             | Разом             | 87   | 3    | 7     | 0     | 17        | 0         | 111   | 3     |
| Нафтохімік        | 2012/2013         | 18   | 0    | 1     | 0     | 0         | 0         | 19    | 0     |
| Нафтохімік        | Разом             | 18   | 0    | 1     | 0     | 0         | 0         | 19    | 0     |
| Локомотив         | 2016/2017         | 12   | 0    | 3     | 0     | 0         | 0         | 15    | 0     |
| Локомотив         | 2017/2018         | 29   | 2    | 2     | 1     | 10        | 0         | 41    | 3     |
| Локомотив         | 2018/2019         | 30   | 1    | 6     | 0     | 5         | 0         | 41    | 1     |
| Локомотив         | 2019/2020         | 9    | 0    | 1     | 0     | 1         | 0         | 11    | 0     |
| Локомотив         | Разом             | 80   | 3    | 12    | 1     | 16        | 0         | 108   | 4     |
| Ротор             | 2020/2021         | 19   | 0    | 0     | 0     | 0         | 0         | 19    | 0     |
| Ротор             | Разом             | 19   | 0    | 0     | 0     | 0         | 0         | 19    | 0     |
| Всього за кар'єру | Всього за кар'єру | 204  | 6    | 19    | 1     | 33        | 0         | 257   | 7     |